# Where's My Towel/Industry Standard
Where's My Towel/Industry Standard è il primo album studio del gruppo hardcore punk statunitense Big Boys, pubblicato nel 1981 da Wasted Talent Records.
È stato ristampato nel 2004 da Red C Records.

## Tracce
1. Security – 0:52
2. T.V. – 2:25
3. I Don't Wanna Dance – 2:01
4. Identity Crisis – 1:48
5. Thin Line – 3:29
6. Advice – 1:07
7. Complete Control – 3:07
8. Work Without Pay – 2:34
9. Spit – 3:07
10. Act/Reaction – 2:36
11. Self Contortion – 2:04
12. Wise Up – 1:15

## Formazione
- Randy Turner - voce
- Tim Kerr - chitarra
- Chris Gates - basso
- Greg Murray - batteria